# Вальенато
Вальена́то (исп. Vallenato) — колумбийский народный музыкальный жанр.
В 2006 году работы в жанрах вальенато и кумбии были вместе выделены в отдельную номинацию премии «Латинская Грэмми».
Международная организация ЮНЕСКО включила вальенато в свой «Репрезентативный список нематериального культурного наследия человечества, нуждающегося в срочной охране» .